# William Friedkin
William Friedkin (n. 29 august 1935, Chicago, Illinois, SUA – d. 7 august 2023, Los Angeles, California, SUA) a fost un regizor de film, producător și scenarist american, cel mai cunoscut pentru filme cum ar fi Exorcistul și Filiera de la începutul anilor 1970. Pentru filmul său din 2006, Bug, a câștigat premiul FIPRESCI.

## Biografie
Părinții și bunicii săi fugiseră din Kiev  la începutul anilor 1900, ajungând în SUA ascunzându-se pe nave de marfă. William s-a născut și a crescut în Chicago, mama sa Rachel a fost asistentă medicală iar tatăl său Louis, un fost jucător semi-profesionist de softball devenit producător de trabucuri și vânzător de haine bărbătești.
A absolvit liceul Senn în 1953. În anul 1955 a obținut un loc de muncă la un post de televiziune local din Chicago, WGN-TV, A ocupat diverse poziții înainte de a fi avansat ca regizor de platou. A regizat câteva emisiuni TV și documentare, înainte să scoată primul lui film de lungmetraj, parodia lui Sony și a lui Cher Timpuri bune (Good Times).

## Filmografie
- 1967 Timpuri bune (Good Times)
- 1968 Petrecerea de aniversare (The Birthday Party)
- 1968 Noaptea primului strip-tease (The Night They Raided Minsky's)
- 1970 Harold și prietenii lui (The Boys in the Band)
- 1971 Filiera (The French connection)
- 1973  Exorcistul (The Exorcist)
- 1977 Vrăjitorul (Sorcerer)
- 1978 Meseria: spărgător (The Brink's Job)
- 1980 Încrucișarea (Cruising)
- 1983 Afacerea secolului (Deal of the Century)
- 1985 Viață și moarte în L.A. (To Live and Die in L.A.)
- 1986 Operațiunea „Python Wolf (film TV)
- 1988 Saltul tigrului (Rampage)
- 1990 Un „înger păzitor” (The Guardian)
- 1994 Antrenorul(Blue Chips)
- 1994 Jailbreakers
- 1995 Jade
- 1997 12 oameni furioși
- 2000 Regula jocului (Rules of Engagement)
- 2000 Animal de pradă (The Hunted)
- 2006 Omul cu gândacii (Bug)
- 2012 Joe, asasin în timpul liber (Killer Joe)

## Legături externe
- William Friedkin la Internet Movie Database
- en William Friedkin la Internet Broadway Database
- "From 'Popeye' Doyle to Puccini: William Friedkin" NPR's Robert Siegel interviews Friedkin, 14 September 2006
- EXCL: Bug Director William Friedkin  Arhivat în 1 octombrie 2012, la Wayback Machine.
- The Reeler interview with Friedkin